# Pseudodontodynerus gambiensis
Pseudodontodynerus gambiensis är en stekelart som först beskrevs av Meade-waldo 1915.  Pseudodontodynerus gambiensis ingår i släktet Pseudodontodynerus och familjen Eumenidae.

## Underarter
Arten delas in i följande underarter:
- P. g. silverlocki
- P. g. brittoni